# سیبروک (نیوهمپشر)
سیبروک (به انگلیسی: Seabrook) یک منطقهٔ مسکونی در ایالات متحده آمریکا است که در شهرستان راکینگهام، نیوهمپشایر واقع شده‌است. سیبروک ۲۴٫۹ کیلومتر مربع مساحت و ۸٬۶۹۳ نفر جمعیت دارد و ۱۶ متر بالاتر از سطح دریا واقع شده‌است.